# غلين فراي
غلين فراي (بالإنجليزية: Glenn Frey)‏ ‏ (6 نوفمبر 1948 - 18 يناير 2016)، هو مغني وممثل وكاتب غنائي أمريكي بدأ مسيرته الفنية عام 1966.